# Apărarea Fortăreței Brest
Luptele pentru apărarea Fortăreței Brest au avut loc între 22–29 iunie 1941. Aceasta a fost una dintre primele bătălii ale Operațiunii Barbarossa. Rezistența oposă de unitățile Armatei Roșii din garnizoana fortăreței Brest împotriva Wehrmacht-lui a depășit așteptările atacatorilor iar, după încheierea luptelor conflictului mondial a fost transformată de propaganda sovietică într-un simbol al rezistenței eroice a poporului și armatei sale împotriva invadatorilor. În 1965, fortăreața a primit titlul de Fortăreață Erou, echivalentul celui de Oraș Erou, pentru rezistența îndârjită din 1941. 

## Cadru general

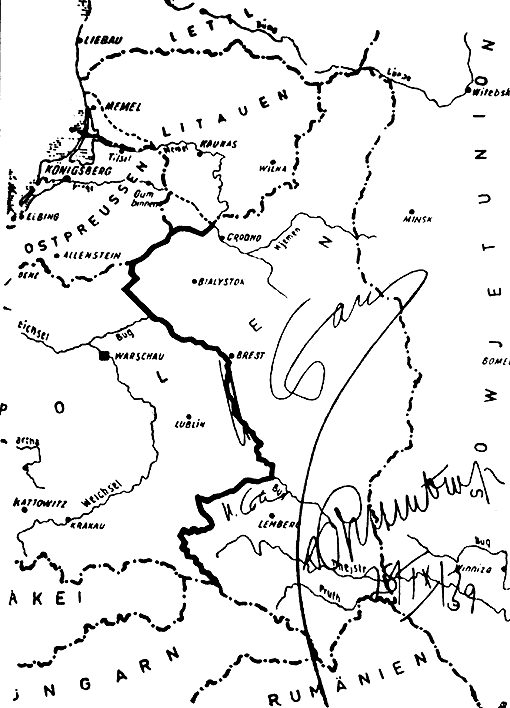
Harta anexei secrete a pactului Molotov-Ribbentrop cu noua graniță germano-sovietică din 1939. Orașul Brest este plasat în zona de ocupație sovietică

Regiunea Brest a fost locul de desfășurare a bătăliei de la Brześć Litewski, în timpul căreia orașul și cetatea sa au fost cucerite de germani în timpul invadării Poloniei. Germania Nazistă și Uniunea Sovietică semnaseră însă în 1939 în un pact de neagresiune care prevedea într-unul dintre anexele secrete ca regiunea Brest să fie cedată Uniunii Sovietice. După izbucnirea conflictului germano-sovietic, Wehrmachtal a trebuit să recucerească cetatea, de această dată de la sovietici. 
Germanii planificat cucerirea Brestului, care se afla pe ruta principală a Grupului de Armate Centru, în primele ore ale Operațiunii Barbarossa. În această zonă se aflau principalele poduri peste râul Bug și căle rutiere și feroviare care legau Varșovia de Moscova.

## Efectivele antrenate în conflict
Garnizoana fortăreței era compusă din aproximativ 9.000 de soldați, grăniceri și membri ai trupelor NKVD. Soldații sovietici făceau parte din diviziile a 6-a și 42 pușcași sub comanda generalului Ivan Lazarenko și respectiv a colonelului Mihail Popsui-Șapko, din Batalionul al 17-lea grăniceri al NKVD și o serie de alte unități mai mici (inclusiv o unitate medicală). În fortăreață se mai aflau familiile a 300 de militari. 
Planul inițial al apărării prevedea asigurarea apărării într-un interval de 12 ore de la atacul infanteriei și tancurilor germane (aproximativ 20.000 soldați) sub comanda lui Heinz Guderian.

## Asediul

the layout of the Brest Fortress in June 1941. 1. Kobrin Fortification, 2. Volynskoye Fortification, 3. Terespol Fortification

Apărătorii fortăreței nu au fost avertizați în niciun fel câd forțel Axei au declanșat atacul împotriva URSS pe 22 iunie 1941 și a devenit locul în care s-a desfășurat prima luptă majoră dintre Armata Roșie și îWehrmacht. Imediat după declanșarea invaziei, orașul Brest și fortăreața au fost suferit bombardamente grele de artilerie. Bombardamentul inițial al artileriei germane a fost o surpriză toatală pentru apărătorii fortăreței, care au suferit pierderi grele în oameni și materiale. Imediat după ce au început invazia, trupele germane întâmpinat o opoziție puternică din partea sovieticilor la graniță, în orașul Brest și în fața fortăreței. Primul atac al infanteriei germane împotriva fotăreței a avut loc la doar o jumătate de oră după începerea bombardamentului de artilerie. Soldații sovietici nu au reușit să formeze un front continuu defensiv, în schimb s-au apărat în mai multe puncte de rezistență – cel mai important fiind fotăreața. Majoritatea apărătorilor au fost încercuiți în fortăreață. În ciuda avantajului oferit de surpriza atacului, încercările infanteriei germane de cucerire a fortificațiilor au eșuat, iar sovieticii le-au produs pierderi importante – peste 280 de soldați germani au murit în prima zi de lupte. Luptele grele au continuat pentru încă două zile. Până în dimineața zilei de 24 iunie 1941 muriseră peste 380 de germni, iar peste 4.000 de soldați ai Armatei Roșii căzuseră prizonieri.
Pe 25 iunie 1941, germanii luptau să elimine focarele locale de rezistență din citadelă. Până pe 26 iunie, cea mai mare parte a fortificațiie Kobrin (cu excepția fortului răsăritean) fusese cucerită.

Comandantul Diviziei a 45-a germane, generalul Fritz Schlieper, a notat în raportul către Înaltul Comandament
| “ | „A fost imposibil să înaintăm doar cu infanteria de care dispuneam deoarece focul de puști și mitraliere foarte bine organizat din amplasamente din adâncime și din curtea în formă de potcoavă dobora pe oricine se apropia. A existat doar o soluție – să îi forțăm pe sovietici să capituleze prin foame și sete. Am fost gata să folosim orice mijloc disponibil că să îi istovim… Ofertele noastre pentru capitulare au fost respinse…” | ” |

Datorită faptului că infanteria nu a reușit să cucerească fortul nordic, a fost cerut ajutorul Luftwaffe, care a executat două bombardamente aeriene pe 29 iunie. Aceste atacuri i-a silit în cele din urmă pe cei aproximativ 360 de soldați sovietici să se predea.
În ciuda faptului că soldații sovietici au fost luați prin surprindere, au fost depășiți din punct de vedere numeric, au intrat în criză de alimente, muniție și medicamente, au fost încercuiți, ei au rezistat mult mai mult decât se așteptaseră germanii. Germanii au fost nevoiți să dispună în regiune un mare număr de tunuri de calibru mare, mortiere și aruncătoare de flăcări. În cetatea  asediată, civilii au îngrijit răniții, au reîncărcat cu muniție benzile și încărcătoarele mitralierelor sau au participat direct cu arma în mână la lupte. Chiar și copii au participat la apărare, aprovizionându-i cu muniție, arme și hrană pe luptători, sau observând mișcările inamicului.
Schlieper a scris în raportul său:
| “ | „Batalionul 81 de geniu a primit sarcina să arunce în aer o clădire de pe insula centrală… pentru a pune capăt focului din flanc executat împotriva insulei nordice. Au fost coborâți explosivi de pe acoperișul clădirii spre ferestre, apoi au fost aprinse fitilele. Când au explodat, am putut auzi soldații sovietici țipând și gemând, dar ei au continuat să lupte.” | ” |

 
Preotul militar Rudolf Gschöpf a scris: 
| “ | „Am reușit să cucerim succesiv pozițiile defensive una câte una după lupte dure. Garnizoana așa-numitei «case a ofițerilor» de pe insula centrală a pierit doar odată cu clădirea înseși… Rezistența a continuat până când zidurile clădirii au fost distruse și rase după suprafața pământului cu mai multe explozii puternice.” | ” |

Pe 24 iunie, în condițiile în care zone ale fortăreției fuseseră deja cucerite de germani, trupele sovietice au reușit să se organize și să își coordoneze acțiunile sub comanda maiorului Ivan Zubaciov. El a fost secondat la comandă de comisarul politic Efim Fomin. Pe 26 iunie, o mică unitate sovietică a încercat să spargă încercuirea, dar a fost respinsă cu pierderi grele. Se crede că în această zi Zubaciov și Fomin au fost luați prizonieri. Zubaciov a fost trimis în lagărul de prizonieri din Hammelburg, unde a murit, cel mai probabil de tuberculoză. Fomin a fost executat imediat după capturare datorită faptului că era comisar și evreu.

R. Gschöpf a notat: 
| “ | „Pe 30 iunie târziu, divizia a primit ordinul să abandoneze Brestuil. În dimineața zilei de 1 iulie i-am omagiat pe cei uciși în dimitirul diviziei care fusese organizat seara… Principalele unități ale diviziei au abandonat Brestul pe 2 iulie 1941. | ” |

Raportul diviziei făcut după încheierea atacului menționează că, în timpul luptelor pentru cucerirea orașului și a fortăreței, au fost luați 7.000 de prizonieri, dintre care 100 de ofițeri, iar din rândul germanilor au căzut în luptă 482 de militari, dintre care 32 de ofițeri. De asemenea, peste 1.000 de germani au fost răniți. Amploarea pierderilor suferite de germani la Brest poate fi apreciată prin comparație cu pierderile totale pe Frontul de Răsărit până pe 30 iunie, care s-au ridicat la 8.886 de morți. Pierderile de la Brest au reprezentat aproximativ 5% din totalul perderilor din primele zile ale războiului.
După nouă zile de lupte foarte grele, germanii au cucerit fortăreața. Obiectivele principale ale operațiunii din regiune au fost îndeplinite chiar din prima zi a atacului – cucerirea podurilor de peste Bug, controlul asupra drumului spre Moscova (așa-numitul Panzerrollbahn I) și asupra căii ferate Varșovia – Moscova. Înaltul Comandament german i-a cerut generalului Fritz Schlieper să prezinte un raport detaliat al luptelor de la Brest din 22-29 iunie, pentru a înțelege cauzele pierderilor mari înregistrate de germani. Raportul a fost finalizat pe 8 iulie 1941. O copie a acestui raport a fost găsită în arhiva Divziei a 45-a, care a fost capturată de Armata Roșie la Livnî în 1942.
Grupuri mici de soldați sovietici sau luptători izolați s-au mai ascuns în ruinele fortificațiilor de la Brest o perioadă de timp. Pe pereții fortăreței pot fi văzute în zilele noastre inscriții precum „Vom muri dar nu vom părăsi fortăreața” sau „Mor, dar nu mă voi preda. Adio, Patrie! 20.VII.41." Nu este clar dacă aceste inscripții au fost făcute de supraviețuitorii sovietici, sau au fost făcute mai târziu în scopuri propagandistice. 
Maiorul Piotr Gavrilov a fost capturat pe 23 iulie. După război, el avea să fie decorat tiltul de Erou al Uniunii Sovietice.
Există autori care susțin că elemente sovietice izolate au fost anihilate de germani la sfârșitul lunii august, când Hitler și Mussolini au vizitat regiunea. Singura dovadă existentă a unei rezisțe sovietice după 29 iunie 1941 este un raport cu privire la un schimb de focuri pe 23 iulie cu un „Oberleutnant” sovietic și capturarea lui ulterioară.

## Fortăreață Erou

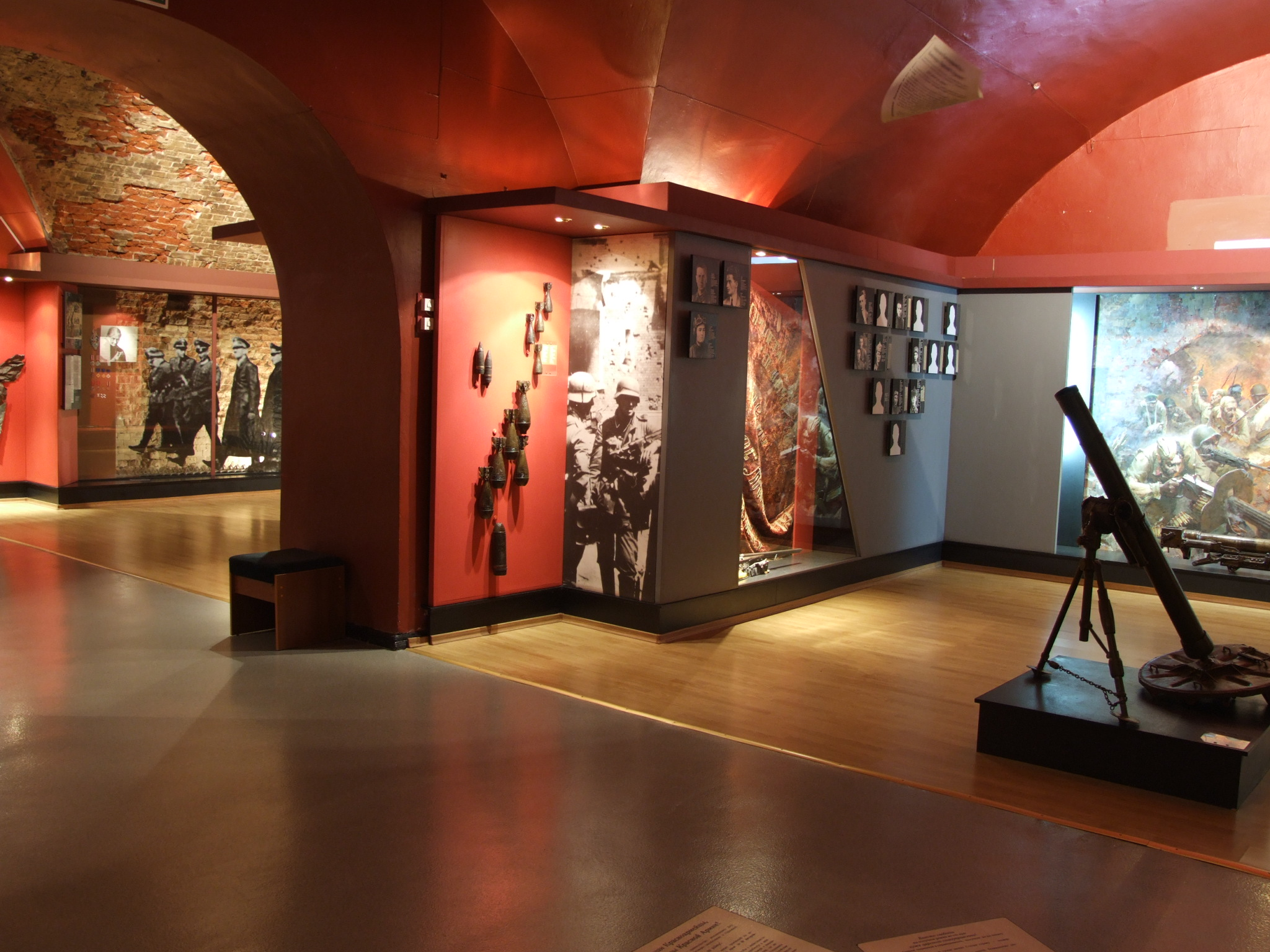
Muzeul apărărrii Brestului, camera dedicată luptelor pentru apărarea citadelei

Rezistența apărătorilor fortăreței nu a afectat în mod semnificativ succesele inițiale ale germanilor, Wehrmachtul înaintând rapid în teritoriul sovietic conform planurilor, lăsând fortăreața încă necucucerită mult în spatele liniei frontului. 
Luptele de la Brest nu au fost cunoscute publicului larg sovietic până în 1957. Ziaristul Serghei Smirnov a publicat în acel an cartea „Cetatea Brestului” în care el  a căutat să scoată la lumină poveștile apărătorilor cetății – morți în luptă sau în lagărele naziste ca și a supraviețuitorilor.
În perioada poststalinistă, apărătorii cetății și fortăreața înseși au fost reabilitați, iar propaganda sovietică a contribuit la creșterea faimei celor care au luptat la Brest. S-a ajuns până acolo încât Marea Enciclopedie Sovietică să susțină că defensiva bine organizată a fortăreței a ținut pe loc timp de o lună o întreagă divizie germană. Exagerările perioadei sovietice continuă și în zilele noastre, Vocea Rusiei afirmând într-un articol: „Chiar și după o lună de lupte, cetatea Brest a rezistat, angajând o parte semnificativă a forțelor inamicului, pe care le-a epuizat
În 1956 a fost deschis Muzeul Apărării Fortăreței Brest, iar în 1971 a fost inaugurat un memorial. Fortăreața a primit titlul de Erou pe 8 mai 1965, la 20 de ani de la înfrângerea Germaniei Naziste.

## Reflectarea în artă a luptelor de apărare
Evenimetele din iunie 1941 din timpul apărării Brestului au fost prezentate în filmul Cetatea Brest din 2010. 

## Legături externe
- ru  Подвиг героев бессмертен (faptele eroilor sunt nemuritoare) Arhivat în 27 aprilie 2007, la Wayback Machine.
- ru  Брестская крепость (Cetatea Brest) Arhivat în 31 ianuarie 2008, la Wayback Machine. (disponibil și în engleză Arhivat în 27 octombrie 2011, la Wayback Machine.)

## Vezi și
- Râul Muhaveț